# (327082) Tournesol
(327082) Tournesol ist ein Asteroid des äußeren Hauptgürtels, der vom Schweizer Physiklehrer und Amateurastronomen Michel Ory am 10. November 2004 am vollautomatischen Ritchey-Chrétien-81-cm-Teleskop des Tenagra II Observatory in Nogales, Arizona (IAU-Code 926) entdeckt wurde. Michel Ory konnte das Teleskop von der Schweiz aus ansteuern.
Der Asteroid wurde am 22. Juli 2013 nach Professor Bienlein benannt, einem Charakter der Comicserie Tim und Struppi, der im französischen Original Tryphon Tournesol heißt. Professor Bienlein ist der Archetyp des zerstreuten, genialen Wissenschaftlers. Tournesol ist das französische Wort für Sonnenblume.